# Cuerna fenestella
Cuerna fenestella är en insektsart som beskrevs av Hamilton 1970. Cuerna fenestella ingår i släktet Cuerna och familjen dvärgstritar. Inga underarter finns listade i Catalogue of Life.